# Acueducto Aqua Nova Domitiana Augusta (Córdoba)
El acueducto Aqua Nova Domitiana Augusta es uno de los tres acueductos que, junto al Aqua Vetus y al Aqua Fontis Aureae, en época romana, suministraban agua a la ciudad de Corduba (actual Córdoba, España).

## Historia y descripción
Entre los siglos II y III la urbanización de una zona residencial a poniente de la zona amurallada, donde previsiblemente se encontraría, entre otras construcciones, el palacio de Maximiano Hercúleo (cuyos restos se conservan en el yacimiento arqueológico de Cercadilla), hizo necesaria la construcción de un tercer acueducto para su abastecimiento, cuyo nombre original se desconoce por falta de testimonios epigráficos. No obstante, algunos textos árabes de los siglos VIII y X se refieren a él como Fontis Aureae Acueductus o acueducto que abastecía a la fuente dorada.
El crecimiento urbano de Corduba durante el siglo I hizo insuficiente el abastecimiento de agua que proporcionaba el Aqua Vetus o acueducto de Valdepuentes, como ahora se le conoce, por lo que se construyó un nuevo acueducto durante el reinado del emperador Domiciano que, según la epigrafía encontrada, fue llamado Aqua Nova Domitiana Augusta. Sus restos fueron localizados junto al arroyo Pedroche y documentados en 1760 por el reverendo F. Ruano en su Historia General de Córdoba. 
Aún se conservan restos de cuatro ramales, con una longitud total de 13,2 km que captaban sus aguas, respectivamente, de:
- Peña Tejada, posiblemente de un manantial existente en la llamada Mesa de la Marquesa.
- La Fuente de los Mártires, en la orilla izquierda del arroyo.
- El Arroyo de la Palomera, afluente del Pedroche, junto al cortijo de la Palomera Baja.
- Posiblemente de un gran depósito parcialmente conservado junto al castillo de Maimón, que se alimentaría del manantial existente en el interior de la propia finca o el ubicado en la huerta de D. Marcos.

Estas conducciones estaban constituidas por canales rectangulares construidos en opus caementicium, es decir, cantos rodados ligados con cal, arena y agua, con una sección de 60x45 cm que discurrían totalmente en superficie, salvando los pequeños desniveles mediante muros sobre los que se situaba el acueducto propiamente dicho. 
A unos 3 km de Corduba, estos ramales se unían en una sola conducción con una sección de 90x60 cm que alcanzaba la población sobre un muro de unos 6 m de altura. Se estima en unos 20.000 m³/día el caudal que este acueducto aportaba a la ciudad.